# Badou Ndiaye
Papa Alioune Ndiaye (Dakar, 1990. október 27. –) szenegáli válogatott labdarúgó, jelenleg a Fatih Karagümrük játékosa kölcsönben a Stoke City csapatától.

## Pályafutása

### Klubcsapatokban
A Diambars FC csapatában lett profi játékos és innen került Európába. 2012-ben kölcsönbe került a norvég Bodø/Glimt csapatába, majd végleg megvásárolták. 2015. augusztus 5-én aláírt a török Osmanlıspor-hoz 300 000 €-s átigazolási összegért. Egy év múlva távozott és a szintén török Galatasaray csapatába írt alá 4 évre, a klub 7,5 millió €-t fizettet érte. 2018. január 31-én aláírt az angol Stoke City csapatához. Augusztus 28-án kölcsönben visszatért a Galatasaray együtteséhez. 2020. január 3-án a Trabzonspor csapatába került kölcsön. A 2020–21-es idényt kölcsönbe töltötte a Fatih Karagümrük együttesében.

### A válogatottban
A felnőtt válogatott tagjaként részt vett a 2017-es afrikai nemzetek kupáján és a 2018-as labdarúgó-világbajnokságon.

## Statisztika

### Válogatott
2018. július 27-i állapotnak megfelelően.
| 2014     | 0  | 0 |
| 2015     | 1  | 0 |
| 2016     | 10 | 1 |
| 2017     | 5  | 0 |
| 2018     | 9  | 0 |
| Összesen | 27 | 1 |

## Sikerei, díjai
- Bodø/Glimt
  - 1. Division: 2013
- Galatasaray
  - Süper Lig: 2017–18, 2018–19
  - Török kupa: 2018–19
- Trabzonspor
  - Török kupa: 2019–20